# 旅路 (藤井風の曲)
「旅路」（たびじ、英語: Tabiji）は、日本のシンガーソングライター・藤井風の5作目の配信限定シングル。2021年3月1日にHEHN RECORDS / ユニバーサルミュージックより発売された。

## 背景・楽曲制作
2021年1月7日、同月21日より放送開始した高畑充希主演のテレビ朝日系木曜ドラマ『にじいろカルテ』の主題歌に本楽曲が起用されることが発表された。藤井は、本楽曲リリース日である3月1日放送の『報道ステーション』（テレビ朝日系）に生出演し、本楽曲をピアノ弾き語りで披露した。
本楽曲を制作するにあたり、藤井は自ら、ドラマの撮影現場に訪問し、キャストやスタッフ陣とも触れ合い、台本を読み込んだという。

本楽曲の起用にあたって、藤井は以下のようにコメントしている。
初めてのタイアップ作品になりました。こんなに難しいとは思いませんでした。ドラマの主題歌って、派手で、それこそドラマチックなイメージがありましたが、このドラマに、そーゆーのは全然合わない気がしました。
ちょっとポンコツで、人間くさい医者が、村の個性豊かな住民や病気と、「共存」していくお話。衝撃的な出来事が起こる訳でもない、だからこそ描けるリアルを淡々と描く。そんなドラマは初めて聞いたし、正直、今これを書いてる時点でも、どんな作品になってるのか想像もできていません。
ただ、現場にお邪魔させていただいた時に感じたのは、作り手の皆さんの穏やかで自然体な空気感。主演の高畑充希さんの、あまりにナチュラルな、演技にいつ入ったのか分からないくらいの演技にはすごく感銘を受けました。
だから、わしももっと自然で、自分の内側から勝手に溢れてくるような、あったかい音楽を添えられたらなと思いました。

それが結果的に、この作品を、この作品を生きる皆さんを、作品に触れる皆さんを、後ろからそっと見守って、時々ふわっと包み込んでくれるような、そんな音楽になっていたらいいな。

## 音楽性
本楽曲は、ソウルフルなアレンジで仕上がっており、ノスタルジックなブレイクビーツと藤井が弾くウーリッツァーの柔らかい響きが絡み合うような音像を特徴としている。

## ミュージックビデオ
2021年3月11日、公式YouTubeチャンネルにてミュージックビデオが公開された。監督は、映像作家の山田健人が務め、藤井の出身地である岡山県里庄町や母校で撮影された。
2023年5月21日に放送された『関ジャム 完全燃SHOW』（テレビ朝日系）のミュージックビデオ特集に出演した山田は、本楽曲のミュージックビデオについて、「このミュージックビデオは、8mmフィルムのカメラを回した」と語り、「（藤井は）当時、ピアノができる天才というイメージだったが、彼のナチュラルな魅力を伝えたかった。彼の素をお届けするにあたり、フィルムの柔和な感じがマッチすると思った」「緊張感のある撮影というよりは、現場も1対1で」といい、藤井の素の表情を引き出すためにリラックスした雰囲気で撮影が行われた、と回顧した。

ミュージックビデオの制作にあたって、藤井は以下のようにコメントしている。
「旅路」は、こんな風にMV撮りたいな。。そんな風に撮れました。「旅路」は、こんなMVになったらいいな。。そんなMVになりました。

このMVを見てくれた人が、僕らはみんな同じ教室で学ぶ友達だって同じ旅路を歩む仲間だって思ってくれたら嬉しいな。

## チャート成績
本楽曲は、2021年3月15日付（集計期間：2021年3月1日 - 3月7日）のBillboard JAPANにおいて、「Download Songs」において1位（24,337DL）、「Streaming Songs」において43位（2,494,342回）など高順位をマークし、総合チャート「Hot 100」では10位に初登場した。
|                                | 認定（RIAJ） | 売上/再生回数      |
| ------------------------------ | ------------ | ------------------ |
| ダウンロード                   | 未公表       | -                  |
| ストリーミング                 | ゴールド     | 50,000,000* 回再生 |
| *認定のみに基づく売上/再生回数 |              |                    |

## テレビ披露
| 日付         | 番組名           | 放送局       |
| ------------ | ---------------- | ------------ |
| 2021年3月1日 | 報道ステーション | テレビ朝日系 |